# فلوري (أورن)
فلوري هي بلدية في أورن في شمال غرب فرنسا.